# Костянтинівка (Сімферопольський район)
Костянти́нівка (крим. Konstantinivka) — село Сімферопольського району Автономної Республіки Крим.